# Persone di nome Goran
| Questa pagina contiene informazioni ricavate automaticamente dalle voci biografiche con l'ausilio del template Bio e di un bot. L'aggiornamento è periodico e automatico e ricostruisce completamente la pagina. Se manca una persona in questa lista, sei pregato di non aggiungerla, ma accertati piuttosto che la sua voce biografica contenga il template Bio e che i dati anagrafici siano correttamente compilati. Se il template Bio manca, inseriscilo tu stesso o, in alternativa, metti l'avviso {{tmp\|Bio}} che ne segnala la mancanza. Se i dati riportati sono sbagliati, correggi direttamente la voce biografica; le modifiche saranno visibili in questa lista entro pochi giorni. Per chiarimenti vedi il progetto antroponimi. La lista contiene solo le 109 persone che sono citate nell'enciclopedia e per le quali è stato implementato correttamente il template Bio. Pagina aggiornata al 16 ott 2024. |

Questa è una lista di persone presenti nell'enciclopedia che hanno il prenome Goran, suddivise per attività principale.

## Allenatori di calcio(12)
- Goran Adamović, allenatore di calcio e ex calciatore serbo (Valjevo, n. 1987)
- Goran Djuričin, allenatore di calcio e ex calciatore austriaco (Vienna, n. 1974)
- Goran Đorović, allenatore di calcio e ex calciatore serbo (Pristina, n. 1971)
- Goran Lozanovski, allenatore di calcio e ex calciatore australiano (Melbourne, n. 1974)
- Goran Milojević, allenatore di calcio e ex calciatore serbo (Aranđelovac, n. 1964)
- Goran Milović, allenatore di calcio e ex calciatore croato (Spalato, n. 1989)
- Goran Sablić, allenatore di calcio e ex calciatore croato (Signo, n. 1979)
- Goran Stevanović, allenatore di calcio e ex calciatore serbo (Pola, n. 1966)
- Goran Tomić, allenatore di calcio e ex calciatore croato (Sebenico, n. 1977)
- Goran Tufegdžić, allenatore di calcio e ex calciatore serbo (Požarevac, n. 1971)
- Goran Vučević, allenatore di calcio e ex calciatore croato (Spalato, n. 1971)
- Goran Šušnjara, allenatore di calcio e ex calciatore croato (Spalato, n. 1958)

## Allenatori di hockey su ghiaccio(1)
- Goran Bezina, allenatore di hockey su ghiaccio e ex hockeista su ghiaccio svizzero (Spalato, n. 1980)

## Allenatori di pallacanestro(1)
- Goran Lojo, allenatore di pallacanestro bosniaco (n. 1976)

## Allenatori di pallanuoto(1)
- Goran Volarević, allenatore di pallanuoto e ex pallanuotista croato (Pola, n. 1977)

## Allenatori di tennis(2)
- Goran Ivanišević, allenatore di tennis e ex tennista croato (Spalato, n. 1971)
- Goran Prpić, allenatore di tennis e ex tennista jugoslavo (Zagabria, n. 1964)

## Attori(2)
- Goran D. Kleut, attore australiano (Sydney, n. 1975)
- Goran Višnjić, attore croato (Sebenico, n. 1972)

## Calciatori(45)
- Goran Alar, ex calciatore croato (Sibinj, n. 1962)
- Goran Antić, calciatore svizzero (n. 1985)
- Goran Antonić, calciatore serbo (Sremska Mitrovica, n. 1990)
- Goran Blažević, ex calciatore croato (Spalato, n. 1986)
- Goran Bogdanović, ex calciatore serbo (Smederevo, n. 1967)
- Goran Brajković, calciatore croato (Zagabria, n. 1978 - Mattuglie, † 2015)
- Goran Brkić, calciatore serbo (Pančevo, n. 1991)
- Goran Bunjevčević, calciatore serbo (Karlovac, n. 1973 - Belgrado, † 2018)
- Goran Čaušić, calciatore serbo (Belgrado, n. 1992)
- Goran Cvijanovič, ex calciatore sloveno (n. 1986)
- Goran Drmić, ex calciatore bosniaco (Zenica, n. 1988)
- Goran Drulić, ex calciatore serbo (Negotin, n. 1977)
- Goran Eklić, ex calciatore e ex giocatore di calcio a 5 croato (n. 1965)
- Goran Galešić, ex calciatore bosniaco (Banja Luka, n. 1989)
- Goran Gavrančić, ex calciatore serbo (Belgrado, n. 1978)
- Goran Gogić, calciatore serbo (Vrbas, n. 1986 - Qingdao, † 2015)
- Goran Granić, ex calciatore croato (Livno, n. 1975)
- Goran Hunjak, ex calciatore e ex giocatore di calcio a 5 jugoslavo (Zagabria, n. 1965)
- Goran Janković, ex calciatore serbo (Belgrado, n. 1978)
- Goran Jozinović, calciatore croato (Zenica, n. 1990)
- Goran Jurić, ex calciatore croato (Mostar, n. 1963)
- Goran Karanović, ex calciatore serbo (Belgrado, n. 1987)
- Goran Lazarevski, ex calciatore macedone (Prilep, n. 1974)
- Goran Ljubojević, ex calciatore croato (Osijek, n. 1983)
- Goran Lovré, ex calciatore serbo (Zagabria, n. 1982)
- Goran Maznov, ex calciatore macedone (Strumica, n. 1981)
- Goran Milanko, ex calciatore croato (Spalato, n. 1968)
- Alexander Milošević, calciatore svedese (Sundbyberg, n. 1992)
- Goran Mujanović, ex calciatore croato (Varaždin, n. 1983)
- Goran Obradović, ex calciatore serbo (Aranđelovac, n. 1976)
- Goran Pandev, ex calciatore macedone (Strumica, n. 1983)
- Goran Pandurović, ex calciatore serbo (Belgrado, n. 1963)
- Goran Paracki, calciatore croato (Pola, n. 1987)
- Goran Popov, ex calciatore macedone (Strumica, n. 1984)
- Goran Popović, ex calciatore jugoslavo (Livno, n. 1956)
- Goran Rubil, ex calciatore croato (Slavonski Brod, n. 1981)
- Goran Sankovič, calciatore sloveno (Celje, n. 1979 - Celje, † 2022)
- Goran Šaula, ex calciatore jugoslavo (Novi Sad, n. 1970)
- Goran Siljanovski, calciatore macedone (Tetovo, n. 1990)
- Goran Šukalo, ex calciatore sloveno (Capodistria, n. 1981)
- Goran Trobok, ex calciatore jugoslavo (Sarajevo, n. 1974)
- Goran Vasilijević, ex calciatore jugoslavo (n. 1965)
- Goran Vlaović, ex calciatore croato (Nova Gradiška, n. 1972)
- Goran Vujović, calciatore montenegrino (Cetinje, n. 1987)
- Goran Zakarić, calciatore bosniaco (Bosanska Gradiška, n. 1992)

## Cantanti(1)
- Goran Karan, cantante croato (Belgrado, n. 1964)

## Cantautori(1)
- Goran Kuzminac, cantautore, chitarrista e medico italiano (Zemun, n. 1953 - Trento, † 2018)

## Cestisti(22)
- Goran Brajković, cestista jugoslavo (Zara, n. 1948 - † 2013)
- Goran Ćakić, ex cestista e dirigente sportivo serbo (Belgrado, n. 1980)
- Goran Dragić, ex cestista sloveno (Lubiana, n. 1986)
- Zoran Erceg, ex cestista serbo (Pakrac, n. 1985)
- Goran Filipović, cestista croato (Spalato, n. 1996)
- Goran Gajović, cestista montenegrino (Zagabria, n. 1988)
- Goran Grbović, ex cestista jugoslavo (Kruševac, n. 1961)
- Goran Huskić, cestista serbo (Belgrado, n. 1992)
- Goran Ikonić, ex cestista e allenatore di pallacanestro bosniaco (Zvornik, n. 1980)
- Goran Jagodnik, ex cestista sloveno (Capodistria, n. 1974)
- Goran Jeretin, ex cestista montenegrino (Nikšić, n. 1979)
- Goran Jurak, ex cestista sloveno (Celje, n. 1977)
- Goran Kalamiza, ex cestista croato (Čakovec, n. 1974)
- Goran Karadžić, ex cestista jugoslavo (Belgrado, n. 1974)
- Goran Knežević, ex cestista, dirigente sportivo e politico serbo (Banatski Karlovac, n. 1957)
- Goran Latifić, ex cestista jugoslavo (Belgrado, n. 1950)
- Goran Nikolić, ex cestista montenegrino (Nikšić, n. 1976)
- Goran Savanović, ex cestista serbo (Banja Luka, n. 1973)
- Goran Sobin, cestista jugoslavo (Spalato, n. 1963 - Spalato, † 2021)
- Goran Suton, ex cestista croato (Sarajevo, n. 1985)
- Goran Terzić, ex cestista e allenatore di pallacanestro bosniaco (Sarajevo, n. 1978)
- Goran Vrbanc, ex cestista croato (Fiume, n. 1984)

## Dirigenti sportivi(1)
- Goran Vujević, dirigente sportivo e ex pallavolista montenegrino (Cettigne, n. 1973)

## Fumettisti(2)
- Goran Parlov, fumettista croato (Pola, n. 1967)
- Goran Sudžuka, fumettista croato (Zagabria, n. 1969)

## Giocatori di football americano(1)
- Goran Zec, ex giocatore di football americano serbo (Inđija, n. 1994)

## Mezzofondisti(1)
- Goran Nava, ex mezzofondista italiano (Bologna, n. 1981)

## Musicisti(1)
- Goran Bregović, musicista e compositore bosniaco (Sarajevo, n. 1950)

## Pallamanisti(2)
- Goran Perkovac, ex pallamanista e allenatore di pallamano croato (Slatina, n. 1962)
- Goran Šprem, ex pallamanista croato (Ragusa, n. 1979)

## Pallanuotisti(5)
- Goran Fiorentini, pallanuotista croato (Spalato, n. 1981)
- Goran Krstonošić, pallanuotista serbo (Senta, n. 1974)
- Goran Rađenović, ex pallanuotista jugoslavo (Niš, n. 1966)
- Goran Sukno, ex pallanuotista jugoslavo (Ragusa, n. 1959)
- Goran Tomašević, pallanuotista australiano (Spalato, n. 1990)

## Pallavolisti(1)
- Goran Marić, pallavolista serbo (Novi Sad, n. 1981)

## Politici(3)
- Goran Hadžić, politico serbo (Vinkovci, n. 1958 - Novi Sad, † 2016)
- Goran Magnus Sprengtporten, politico finlandese (Porvoo, n. 1740 - San Pietroburgo, † 1819)
- Goran Trivan, politico serbo (Kladovo, n. 1962)

## Registi(1)
- Goran Paskaljević, regista e sceneggiatore serbo (Belgrado, n. 1947 - Parigi, † 2020)

## Scrittori(2)
- Goran Petrović, scrittore serbo (Kraljevo, n. 1961 - Belgrado, † 2024)
- Goran Vojnović, scrittore, regista e sceneggiatore sloveno (Lubiana, n. 1980)

## Senza attività specificata(1)
- Goran Maksimović, ex tiratore a segno serbo (Jagodina, n. 1963)